# Quinto Lutacio Cercón
Quinto Lutacio Cercón (en latín, Quintus Lutatius Cerco) fue un político y militar romano, cónsul con Aulo Manlio Torcuato Ático en 241 a. C., año en que la primera guerra púnica fue llevada a su fin por la victoria de Cayo Lutacio Cátulo en la batalla de las Islas Egadas. 
Zonaras  llama Cercón al hermano de Cátulo, afirmación que se confirma por los Fastos Consulares, en la que ambos aparecen nombrados como «C. f. C. n.».
Zonaras también señala, que Cercón fue enviado a Sicilia a regular los asuntos de la isla junto con su hermano Cátulo. Después de la paz con Cartago, los falerios o habitantes de Falerii, por alguna razón que se desconoce, se levantaron contra los romanos. Los dos cónsules fueron enviados en su contra y la guerra terminó con la conquista de la ciudad en seis días. La mitad de sus tierras fueron tomadas y la ciudad destruida. Por este éxito, Cercón y su colega en el consulado obtuvieron un triunfo.
Fue censor en 236 a. C. con Lucio Cornelio Léntulo Caudino. Murió en el ejercicio de esta magistratura.